# Мейкон (округ, Теннесси)
Округ Мейкон (англ. Macon County) располагается в штате Теннесси, США. Официально образован в 1842 году и назван в честь северокаролинского политика Натаниеля Мэйкона. По состоянию на 2010 год, численность населения составляла 22 248 человек.

## География
По данным Бюро переписи США, общая площадь округа равняется 795,131 км2, из которых 795,131 км2 — суша, и 0,000 км2, или 0,000 % — это водоёмы.

## Население
По данным переписи населения 2000 года в округе проживает 20 386 жителей в составе 7916 домашних хозяйств и 5802 семей. Плотность населения составляет 26,00 человек на км2. На территории округа насчитывается 8 894 жилых строений, при плотности застройки около 11,00-ти строений на км2. Расовый состав населения: белые — 97,86 %, афроамериканцы — 0,22 %, коренные американцы (индейцы) — 0,42 %, азиаты — 0,24 %, гавайцы — 0,07 %, представители других рас — 0,77 %, представители двух или более рас — 0,44 %. Испаноязычные составляли 1,71 % населения независимо от расы.
В составе 35,00 % из общего числа домашних хозяйств проживают дети в возрасте до 18 лет, 60,70 % домашних хозяйств представляют собой супружеские пары, проживающие вместе, 8,80 % домашних хозяйств представляют собой одиноких женщин без супруга, 26,70 % домашних хозяйств не имеют отношения к семьям, 23,80 % домашних хозяйств состоят из одного человека, 10,70 % домашних хозяйств состоят из престарелых (65 лет и старше), проживающих в одиночестве. Средний размер домашнего хозяйства составляет 2,55 человека, и средний размер семьи — 3,00 человека.
Возрастной состав округа: 26,10 % — моложе 18 лет, 8,50 % — от 18 до 24, 29,40 % — от 25 до 44, 23,30 % — от 45 до 64, и 23,30 % — от 65 и старше. Средний возраст жителя округа — 36 лет. На каждые 100 женщин приходится 97,40 мужчин. На каждые 100 женщин старше 18 лет приходится 95,10 мужчин.
Средний доход на домохозяйство в округе составлял 29 867 USD, на семью — 37 577 USD. Среднестатистический заработок мужчины был 28 170 USD против 20 087 USD для женщины. Доход на душу населения составлял 15 286 USD. Около 11,30 % семей и 15,10 % общего населения находились ниже черты бедности, в том числе — 17,00 % молодежи (тех, кому ещё не исполнилось 18 лет) и 25,40 % тех, кому было уже больше 65 лет.